# Arachis appressipila
Arachis appressipila là một loài thực vật có hoa trong họ Đậu. Loài này được Krapov. & W.C.Greg. miêu tả khoa học đầu tiên.